# Syrmatium argophyllum
Syrmatium argophyllum är en ärtväxtart som först beskrevs av Asa Gray, och fick sitt nu gällande namn av Edward Lee Greene. Syrmatium argophyllum ingår i släktet Syrmatium och familjen ärtväxter. Inga underarter finns listade i Catalogue of Life.